# Вајлер бај Монцинген
Вајлер бај Монцинген (њем. Weiler bei Monzingen) општина је у њемачкој савезној држави Рајна-Палатинат. Једно је од 119 општинских средишта округа Бад Кројцнах. Према процјени из 2010. у општини је живјело 475 становника. Посједује регионалну шифру (AGS) 7133111.

## Географски и демографски подаци
Вајлер бај Монцинген се налази у савезној држави Рајна-Палатинат у округу Бад Кројцнах. Општина се налази на надморској висини од 210 метара. Површина општине износи 5,9 km². У самом мјесту је, према процјени из 2010. године, живјело 475 становника. Просјечна густина становништва износи 81 становника/km².

## Међународна сарадња
| Мјесто    | Држава    | Врста сарадње | Од    |
| --------- | --------- | ------------- | ----- |
| Мерксхајм | Француска | партнерство   | 1973. |
| Извор     |           |               |       |